# Mark Davies (duchowny)
Mark Davies (ur. 12 maja 1959 w Manchesterze) – brytyjski duchowny rzymskokatolicki, od 2010 biskup diecezjalny Shrewsbury.

## Życiorys
Święcenia kapłańskie przyjął 11 lutego 1984 w diecezji Salford. Po krótkim stażu wikariuszowskim został sekretarzem biskupim, zaś w latach 1992-2003 kierował parafią św. Jana Bosko w rodzinnym mieście. W 2003 mianowany wikariuszem generalnym diecezji.
22 grudnia 2009 papież Benedykt XVI mianował go biskupem koadiutorem diecezji Shrewsbury. Sakry udzielił mu 22 lutego 2010 Brian Noble, u boku którego miał posługiwać jako koadiutor. 1 października 2010 został biskupem diecezjalnym diecezji.